# 菲斯贝克
菲斯贝克是德国下萨克森州的一个市镇。总面积84.10平方公里，总人口9326人，其中男性4764人，女性4562人（2011年12月31日），人口密度111人/平方公里。